# Kamienica Moninów w Szczecinie
Kamienica Moninów – kamienica znajdująca się przy Rynku Siennym na Starym Mieście w Szczecinie.

## Historia
Wzniesiona na przełomie XVII i XVIII wieku barokowa kamienica, stojąca na rogu Rynku Siennego i ulicy Siennej, wzorowana była na zabudowie miast niderlandzkich. Wysoki szczyt budynku, ujęty pilastrami, zwieńczony został przerwanym naczółkiem ze sterczyną. W bocznych częściach podzielono go gzymsem na dwie kondygnacje i ozdobiono dekoracją stiukową z motywem wici akantowej.
Kamienica swoją nazwę zawdzięcza mieszczącemu się w niej na przełomie XIX i XX wieku sklepowi kolonialnemu, należącemu do rodziny Moninów. Od 1919 roku mieściła się w niej firma stolarska Franza Materna.
Kamienica została zburzona podczas II wojny światowej. Zrekonstruowana w latach 2002–2009 w ramach projektu odbudowy szczecińskiego Podzamcza. Elewacja frontowa budynku została wiernie odtworzona na podstawie dawnych rycin i fotografii.

## Galeria

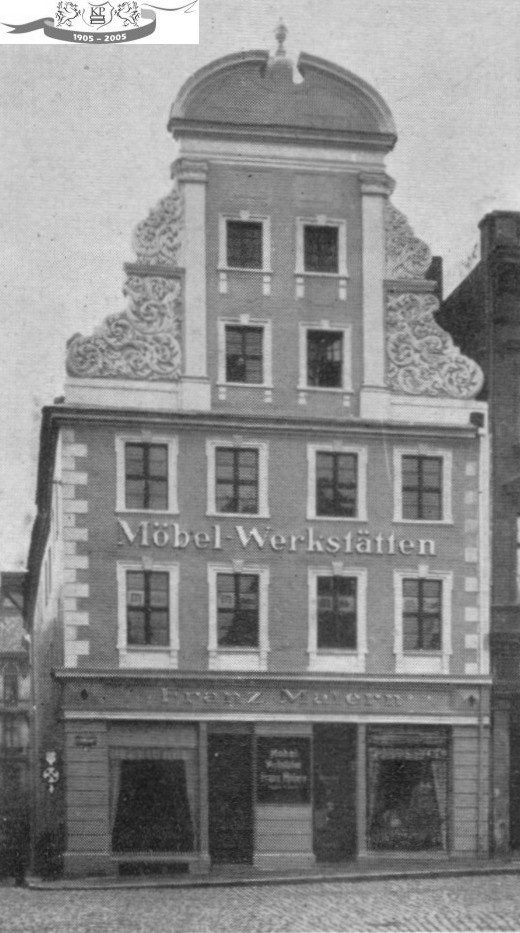
Kamienica przed II wojną światową
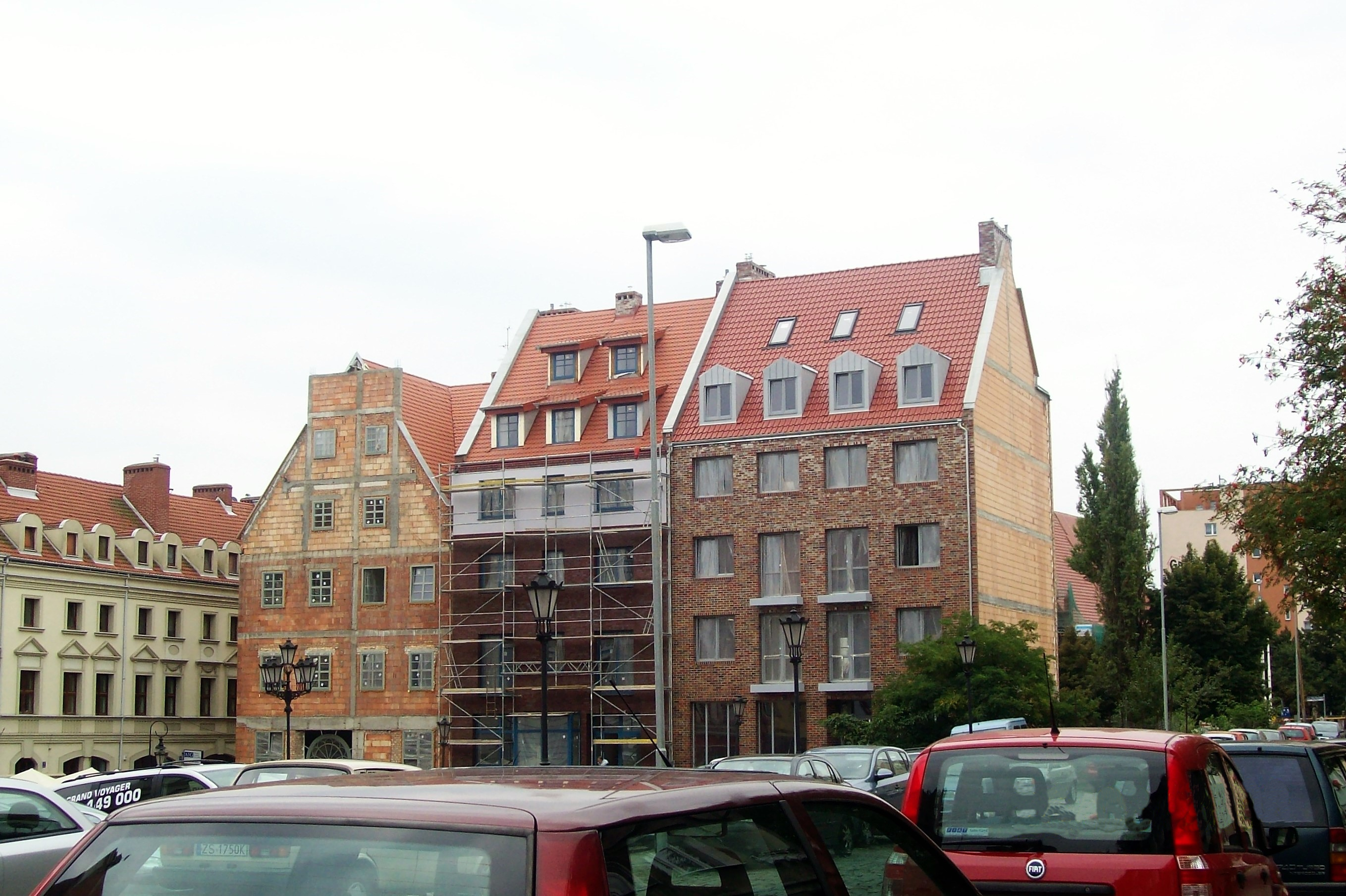
Odbudowa, 2008 r.